# 천칭자리
천칭자리(라틴어: Libra 리브라[*], 영어로는 scales를 의미)는 하늘의 적도 부근 별자리로, 황도12궁 중 하나이다. 처녀자리와 전갈자리 사이에서 찾아볼 수 있다. 천칭자리에는 1등급의 별이 없으며, 한 때는 전갈자리의 집게발이기도 했다.
동아시아의 별자리에서는 청룡의 세 번째 별자리인 저수에 해당된다.

## 별과 천체
천칭자리는 비교적 밝은 별들이 사각형을 이룬다.
- 천칭자리 α (α Librae : Zubenelgenubi 주베넬게누비): 남쪽 집게발이라는 의미로, 안시쌍성이다.
- 천칭자리 β (β Librae : Zubeneschamali 주베넬샤말리): 북쪽 집게발이라는 의미이다.
- 천칭자리 γ (γ Librae : Zubenelakrab 주베넬아크라브): 전갈의 집게발이라는 의미이다.
- 천칭자리 σ: 식변광성이다.

천칭자리 α와 천칭자리 β는 저울대이며, 천칭자리 γ와 σ는 물건을 올려놓는 접시가 된다.
천칭자리 σ는 천칭자리 안쪽에 있음에도 전갈자리 γ로 알려졌다. 이 별이 1851년까지는 천칭자리 σ로 불리지 않았다.

### 글리제 581
2007년, 처음으로 천칭자리의 글리제 581(Gliese 581) 주변에서 지구를 닮은 행성인 '글리제 581 c'가 '거주 가능 영역(habitable zone)' 안에서 발견되어 이 행성이 외계 생명을 갖고 있는지에 대한 화제를 불러일으켰다. 이후 글리제 581을 도는 행성이 계속 발견되었고, 네 번째로 발견된 글리제 581 e는 최소 질량이 지구의 2배가 되지 않는 것으로 밝혀졌다고 한다.

### 성단·성운·은하
천칭자리는 은하를 포함한 어두운 천체들이 많다. (NGC 5792, NGC 5885, NGC 5812, NGC 5878, NGC 5728, NGC 5897 등)

## 신화와 역사

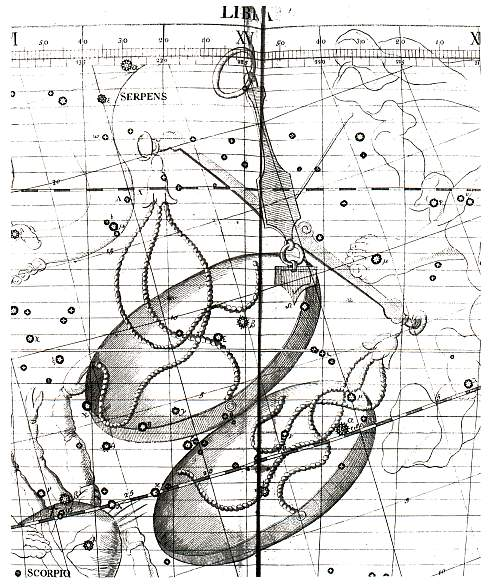
플람스티드 성도의 천칭자리

천칭자리는 원래는 전갈자리의 집게발이었다. 황도12궁 중에서 가장 늦게 만들어졌고, 또한 물병자리와 함께 유이하게 생물체를 나타내지 않는다. 이후의 그리스 신화에서는, 정의의 여신인 아스트라이아/아라(처녀자리)가 들고 있는 저울로 여겨졌다.
아라비아어로 '전갈의 집게'는 'zubānā'라 하며, 아카드어에서는 'zibanitu'라 한다. 고대 메소포타미아에서는 종종 받침대가 없는 저울대와 접시를 사용하였는데, 가운데에 실을 매달아 사용하였다. 전갈의 형태가 꼬리 끝에 저울을 매달고 있는 것과 닮아서 'zibanitu'는 '저울'의 의미로 사용되기도 하였다. 천칭자리는 이 'zibanitu'의 명칭으로부터 유래된 것이라고 여겨지기도 한다..

### 점성술
서양의 점성술에서 천칭자리는 9월 23일 ~ 10월 22일에 해당되며, 인도에서는 10월 31일 ~ 11월 22일에 해당된다.

## 같이 보기
- 별자리에 따라 분류한 항성 목록